# Macraucheniidae
Macraucheniidae é uma família da ordem Litopterna que engloba ungulados endêmicos da América do Sul semelhantes a lhamas, provavelmente dotados de uma pequena tromba. Inclui gêneros como Macrauchenia e Theosodon. É provável que seus membros tenham vivido em grupos, de modo a facilitar a reprodução e evitar predadores, que incluim aves forusracídeas, nas espéciesm mais antigas, e felinos com dentes-de-sabre, no caso da Macrauchenia. Não eram animais bons de corrida, como prova sua morfologia, mas acredita-se que tinham boa noção de mudança de direção. Tinham três dedos em cada pata, de forma semelhante ao dos rinocerontes.

## Classificação
- Família Macraucheniidae
  - Subfamília Sparnotheriodontinae
    - Gênero Victorlemoinea Ameghino, 1901
    - Gênero Phoradiadius Simpson et al., 1962
    - Gênero Sparnotheriodon Soria, 1980

  - Subfamília Polymorphinae
    - Gênero Polymorphis Roth, 1899

  - Subfamília Cramaucheniinae
    - Gênero Pternoconius Soria e Hoffstetter, 1985
    - Gênero Caliphrium Ameghino 1895
    - Gênero Cramauchenia Ameghino 1902
    - Gênero Theosodon Ameghino 1887
    - Gênero Phoenixauchenia Ameghino 1904

  - Subfamília Macraucheniinae
    - Gênero Paranauchenia Bordas 1939
    - Gênero Oxyodontherium Ameghino 1883
    - Gênero Scalabrinitherium Ameghino, 1883
    - Gênero Cullinia Cabrera e Kraglievich 1931
    - Gênero Macrauchenidia Cabrera 1939
    - Gênero Promacrauchenia Ameghino 1904
    - Gênero Windhausenia Kraglievich, 1930
    - Gênero Macrauchenia Owen 1838
    - Gênero Xenorhinotherium Carlette e Lessa, 1988